# Nicolas Olsak
Nicolas Olsak (Buenos Aires, 1991. november 25. –) argentin születésű izraeli labdarúgó, jelenleg a Makkabi Netánjá játékosa.

## Pályafutása
Olsak az egyesült államokbeli Belmont Bruins labdarúgója volt 2010 és 2014 között. 2014-ben az izraeli Makkabi Kabilio Jaffa játékosa lett. 2015-ben az izraeli másodosztályú Hapóél Nir Ramat HaSharon játékosa lett, a 2015-2016-os idényben harminckét bajnoki mérkőzésen lépett pályára. 2016-ban a szintén izraeli másodosztályú Makkabi Netánjá szerződtette le, mellyel az első idényében bajnokságot nyert, így a csapat feljutott az élvonalba. Olsak eddig több mint hetven izraeli élvonalbeli mérkőzésen szerepelt a Makkabi Netánjá színeiben.

## Sikerei, díjai
Makkabi Netánjá:
- Izraeli másodosztályú bajnok: 2016–17